# Chiesa di San Nicola (Barnaul)
La chiesa di San Nicola (in russo Никольская церковь?) è una delle chiese più antiche della città di Barnaul, in Russia.

## Storia e descrizione
La costruzione dell'edificio fu avviata nel 1904 presso la strada principale della città. I lavori si conclusero nel 1906, anno in cui la chiesa ricevette la consacrazione. La struttura fu costruita seguendo i dettami standard delle chiese di guarnigione approvati da una commissione edilizia nel 1901. In totale, nel 1917 il territorio dell'Impero russo ospitava una sessantina di chiese di questo tipo.
L'edificio fu progettato dall'architetto locale Ivan Feodosievič Nosovič. Caratterizzata dall'eclettismo, la chiesa possiede comunque vari elementi stilistici tipici dell'architettura neobizantina. L'edificio si configura in una basilica a navate, capace di ospitare dalle 400 alle 600 persone, costituita da mattoni di colore rosso e dotata di una torre campanaria a tre livelli.

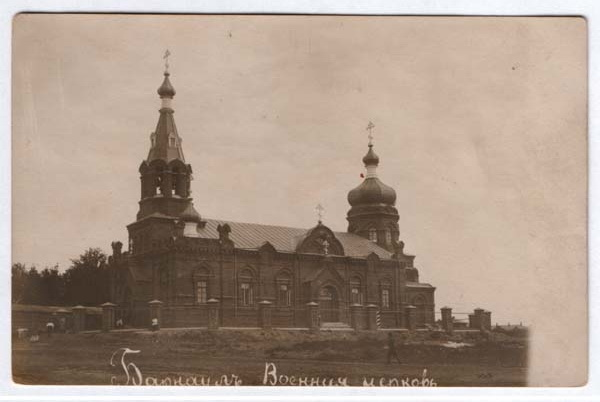
La chiesa all'inizio del XX secolo

Quando fu fondata la chiesa, nelle sue vicinanze sorgeva la caserma del reggimento di Barnaul. Proprio per questo motivo, l'edificio fu adibito fin dall'inizio a chiesa di guarnigione, in cui avevano luogo anche i giuramenti.
Nel 1912 la struttura ospitò la solenne cerimonia per il centenario della vittoria nella Guerra patriottica contro le armate di Napoleone Bonaparte, mentre l'anno seguente fu la volta delle celebrazioni per il trecentesimo anniversario della dinastia dei Romanov.
Al pari di altre chiese della città, il tempio consacrato a San Nicola subì la chiusura al culto negli anni trenta, a causa della politica antireligiosa condotta dal potere sovietico. Le cupole dell'edificio furono distrutte ed il campanile fu raso al suolo. Durante gli anni di chiusura al culto, la struttura ospitò una scuola militare.
Nel 1991, in concomitanza con la visita del patriarca di Mosca Alessio II al Territorio dell'Altaj, la struttura fu restituita alla Chiesa ortodossa russa. Fino al 2000 l'edificio fu soggetto ai necessari restauri per renderlo nuovamente utilizzabile. Venne ripristinato il campanile e installata una nuova iconostasi, mentre le decorazioni degli interni furono realizzate da un artista locale di nome Konkov. Nel 2006 fu completata la ricostruzione delle cupole con un intervento che ha fortemente modificato l'aspetto precedente dell'edificio.